# ايان تراسي
ايان تراسي (بالإنجليزية: Ian Tracey)‏ (و. 1964 – م) هو ممثل، من كندا، ولد في كولومبيا البريطانية.

## أعمال بارزة
من أهم أعماله:
- Huckleberry Finn and His Friends.
- وحدة المعلومات

## وصلات خارجية
- ايان تراسي على موقع IMDb (الإنجليزية)
- ايان تراسي على موقع أول موفي (الإنجليزية)
- ايان تراسي على موقع إن إن دي بي (الإنجليزية)
- ايان تراسي على موقع قاعدة بيانات الفيلم (الإنجليزية)